# Nombre de Dedekind

Treillis distributifs libres des fonctions booléennes croissantes ayant 0, 1, 2, 3 arguments, et possédant respectivement 2, 3, 6 et 20 éléments.

En mathématiques, les nombres de Dedekind {\displaystyle D_{n}}, définis en 1897 par Richard Dedekind, dénombrent les fonctions booléennes croissantes à {\displaystyle n} variables. De manière équivalente, {\displaystyle D_{n}} est le nombre d'antichaînes formées avec les parties d'un ensemble à {\displaystyle n} éléments, ainsi que le nombre d'éléments d'un treillis distributif libre à {\displaystyle n} générateurs, ou encore, diminué de 1, le nombre de complexes simpliciaux abstraits sur un ensemble à {\displaystyle n} éléments.
On connaît des estimations asymptotiques précises de {\displaystyle D_{n}}  qui montrent que la suite {\displaystyle (D_{n})} est à croissance rapide, à peu près à la vitesse {\displaystyle 2^{2^{n}}}.
Bien que l'on connaisse une expression exacte de {\displaystyle D_{n}} sous forme de somme, on n'en connait aucune expression fermée.
Le problème de Dedekind consistant à calculer numériquement {\displaystyle D_{n}} reste difficile : les valeurs exactes de {\displaystyle D_{n}} n'ont été trouvées que pour {\displaystyle n\leqslant 9} , la dernière en 2023 (suite A000372 de l'OEIS),,.

## Définitions

### Fonctions booléennes croissantes
Une fonction booléenne (de première forme) est une fonction qui associe un booléen à un {\displaystyle n}-uplet de booléens (c'est-à-dire des bits égaux à 0 ou 1). Autrement dit, c'est l'une des {\displaystyle 2^{2^{n}}}applications de {\displaystyle \{0,1\}^{n}} dans {\displaystyle \{0,1\}}.
Elle est croissante si, lorsque l'un des booléens de départ passe de 0 à 1, l'image ne peut passer de 1 à 0. Le nombre de Dedekind {\displaystyle D_{n}} est le nombre de fonctions booléennes croissantes à {\displaystyle n} variables.
Étant donné un ensemble {\displaystyle E_{n}} à {\displaystyle n} éléments, l'ensemble {\displaystyle {\mathcal {P}}(E_{n})} des parties de {\displaystyle E_{n}} étant en bijection avec {\displaystyle \{0,1\}^{n}}, une fonction booléenne (de deuxième forme) est une application de {\displaystyle {\mathcal {P}}(E_{n})} dans {\displaystyle \{0,1\}}.

### Upsets
Sous sa deuxième forme, une fonction booléenne {\displaystyle f} est croissante si {\displaystyle \forall A,B\in {\mathcal {P}}(E_{n})\,(A\subset B\Rightarrow f(A)\leqslant f(B))}.
La fonction {\displaystyle f} ne prenant que deux valeurs 0 et 1, ceci équivaut à ce que {\displaystyle \forall A,B\in {\mathcal {P}}(E_{n})\,((A\subset B{\text{ et }}f(A)=1)\Rightarrow f(B)=1)}.
Une fonction booléenne étant entièrement déterminée par l'ensemble des parties de {\displaystyle E_{n}} ayant pour image 1, le nombre de Dedekind {\displaystyle M(n)} est le nombre d'éléments {\displaystyle {\mathcal {U}}} de {\displaystyle {\mathcal {P}}({\mathcal {P}}(E_{n}))} vérifiant {\displaystyle \forall A,B\in {\mathcal {P}}(E_{n})\,((A\in {\mathcal {U}}{\text{ et }}A\subset B)\Rightarrow B\in {\mathcal {U}})}, appelés en anglais des "upsets" de {\displaystyle E_{n}}.
Par exemple, la fonction booléenne croissante sur {\displaystyle E_{3}=\{1,2,3\}} qui vaut 1 pour {\displaystyle \{1,2\},\{1,3\},\{1,2,3\}} a pour "upset" associé {\displaystyle {\mathcal {U}}=\{\{1,2\},\{1,3\},\{1,2,3\}\}}.

### Antichaînes
Si dans un "upset" on ne conserve que les parties de {\displaystyle E_{n}} qui sont les points de départ d'une chaine pour l'inclusion, on obtient une antichaîne de {\displaystyle {\mathcal {P}}(E_{n})} (également connue sous le nom d'ensemble de Sperner), ensemble de parties de {\displaystyle E_{n}} dont aucune n'est incluse dans une autre. Inversement, toute antichaîne peut être complétée en un "upset".
Par conséquent, le nombre de Dedekind {\displaystyle M(n)} est égal au nombre d’antichaînes que l'on peut former dans l'ensemble des parties d'un ensemble à {\displaystyle n} éléments.
Par exemple, l'"upset" {\displaystyle {\mathcal {U}}=\{\{1,2\},\{1,3\},\{1,2,3\}\}} correspond à l'antichaîne {\displaystyle {\mathcal {A}}=\{\{1,2\},\{1,3\}\}}.

### Complexes simpliciaux
En leur retirant une unité, les nombres de Dedekind dénombrent également les complexes simpliciaux abstraits sur {\displaystyle E_{n}}, ensembles {\displaystyle {\mathcal {C}}} de parties de {\displaystyle E_{n}} ayant la propriété que toute partie non vide d'un élément de {\displaystyle {\mathcal {C}}} appartient également à {\displaystyle {\mathcal {C}}}.
Toute antichaîne (sauf {Ø}) détermine un complexe simplicial, l'ensemble de toutes les parties non vides des éléments de l'antichaîne, et inversement les simplexes maximaux d'un complexe simplicial déterminent chacun une antichaîne.
Par exemple, l'antichaine {\displaystyle {\mathcal {A}}=\{\{1,2\},\{1,3\}\}} est associée au complexe {\displaystyle {\mathcal {C}}=\{\{1\},\{2\},\{3\},\{1,2\},\{1,3\}\}}.

### Treillis distributifs
Une troisième manière équivalente de décrire la même classe d’objets utilise la théorie des treilis. À partir de deux fonctions booléennes croissantes {\displaystyle f} et {\displaystyle g}, on peut fabriquer deux autres fonctions booléennes croissantes {\displaystyle f\land g} et {\displaystyle f\lor g}, respectivement leur conjonction logique et leur disjonction logique. L' ensemble des fonctions booléennes croissantes à {\displaystyle n} variables muni de ces deux opérations forme un treillis distributif, le treillis donné par le théorème de représentation de Birkhoff à partir de l'ensemble {\displaystyle {\mathcal {P}}(E_{n})} ordonné par l'inclusion. Cette construction produit un treillis distributif libre à {\displaystyle n} générateurs, les {\displaystyle n} fonctions définies par {\displaystyle f_{i}(x_{1},\cdots ,x_{n})=x_{i}}. Ainsi, les nombres de Dedekind dénombrent les treillis distributifs libres à {\displaystyle n} générateurs.

## Exemples
Pour {\displaystyle n} = 2, il existe six fonctions booléennes croissantes à deux variables, correspondant à six antichaînes de  {\displaystyle {\mathcal {P}}(\{1,2\})} :
- La fonction constante égale 0 correspondant à  l'antichaîne vide Ø
- La conjonction logique {\displaystyle f(x,y)=x\land y} , valant 1 uniquement pour {\displaystyle (1,1)}, correspondant à l'antichaîne {\displaystyle \{\{1,2\}\}}.
- La fonction {\displaystyle f(x,y)=x} , qui ignore son deuxième argument et renvoie le premier, correspondant à l'antichaîne {\displaystyle \{\{1\}\}}
- La fonction {\displaystyle f(x,y)=y} , qui ignore son premier argument et renvoie le deuxième, correspondant à l'antichaîne {\displaystyle \{\{2\}\}}
- La disjonction logique {\displaystyle f(x,y)=x\lor y}  , valant 0 uniquement pour {\displaystyle (0,0)}, correspondant à l'antichaîne {\displaystyle \{\{1\},\{2\}\}}
- La fonction constante égale à 1 correspondant à l'antichaîne {\displaystyle \{\varnothing \}}.

Pour {\displaystyle n} = 3, il existe 20 antichaînes de {\displaystyle {\mathcal {P}}(\{1,2,3\})} : les 17 antichaînes formées de parties ayant toutes le même nombre d'éléments, plus les 3 antichaînes du type {\displaystyle \{\{1\},\{2,3\}\}}.

## Calcul des nombres de Dedekind
Les valeurs exactes des nombres de Dedekind sont connues pour {\displaystyle 0\leqslant n\leqslant 9} :
2, 3, 6, 20, 168, 7581, 7828354, 2414682040998, 56130437228687557907788, 286386577668298411128469151667598498812366, suite A000372 de l'OEIS.
Les six premiers nombres ont été donnés par Church en 1940, {\displaystyle D_{6}} a été calculé par Ward en 1946, {\displaystyle D_{7}} par Church en 1965, et Berman & Köhler en 1976, {\displaystyle D_{8}} par Wiedemann en 1991 ; {\displaystyle D_{9}} a été découvert en 2023 simultanément par Christian Jäkel, Lennart Van Hirtum et alii.
Si {\displaystyle n} est pair, {\displaystyle D_{n}} est pair. Le calcul du cinquième nombre de Dedekind {\displaystyle D_{5}=7581} a réfuté une conjecture de Garrett Birkhoff selon laquelle {\displaystyle D_{n}} serait toujours divisible par {\displaystyle (2n-1)(2n-2)}.

## Formule de sommation
Kisielewicz (1988) a transcrit la définition par les antichaînes en la formule arithmétique suivante :
{\displaystyle D_{n}=\sum _{k=1}^{2^{2^{n}}}\prod _{j=1}^{2^{n}-1}\prod _{i=0}^{j-1}\left(1-b_{i}^{k}b_{j}^{k}\prod _{m=0}^{\log _{2}i}(1-b_{m}^{i}+b_{m}^{i}b_{m}^{j})\right),}
où {\displaystyle b_{i}^{k}} est le {\displaystyle i}-ème chiffre binaire du nombre {\displaystyle k}, qui peut être obtenu en utilisant la partie entière sous la forme
{\displaystyle b_{i}^{k}=\left\lfloor {\frac {k}{2^{i}}}\right\rfloor -2\left\lfloor {\frac {k}{2^{i+1}}}\right\rfloor .}
Cependant, cette formule n'est pas utile pour calculer les valeurs de {\displaystyle D_{n}} pour {\displaystyle n} grand en raison du grand nombre de termes dans la sommation.

## Évaluation asymptotique
Tout ensemble formé de parties de {\displaystyle E_{n}} ayant le même nombre d'éléments est une antichaîne de {\displaystyle {\mathcal {P}}(E_{n})}. On en déduit la minoration 
{\displaystyle D_{n}\geqslant \sum _{k=0}^{n}2^{\binom {n}{k}}-n} ;  voir la suite A169974 de l'OEIS,
dont on déduit la minoration simple {\displaystyle D_{n}\geqslant 2^{n \choose \lfloor n/2\rfloor }}.
Le logarithme binaire des nombres de Dedekind peut être estimé avec précision par l'encadrement :
{\displaystyle {n \choose \lfloor n/2\rfloor }\leqslant \log _{2}D_{n}\leqslant {n \choose \lfloor n/2\rfloor }\left(1+O\left({\frac {\log n}{n}}\right)\right).}
L'inégalité de gauche a été montrée précédemment et l'inégalité de droite a été prouvée par Kleitman & Markowsky en 1975.
Korshunov (1981) a fourni une estimation encore plus précise :
{\displaystyle D_{n}=(1+o(1))2^{n \choose \lfloor n/2\rfloor }\exp a(n)}
pour n pair, et
{\displaystyle D_{n}=(1+o(1))2^{{n \choose \lfloor n/2\rfloor }+1}\exp(b(n)+c(n))}
pour n impair, où
{\displaystyle a(n)={n \choose n/2-1}(2^{-n/2}+n^{2}2^{-n-5}-n2^{-n-4}),}
{\displaystyle b(n)={n \choose (n-3)/2}(2^{-(n+3)/2}+n^{2}2^{-n-6}-n2^{-n-3}),}
et
{\displaystyle c(n)={n \choose (n-1)/2}(2^{-(n+1)/2}+n^{2}2^{-n-4}).}
L’idée principale derrière ces estimations est que, dans la plupart des antichaînes, tous les ensembles ont des tailles très proches de {\displaystyle n/2}. Pour {\displaystyle n} = 2, 4, 6, 8, la formule de Korshunov fournit une estimation à 9,8 %, 10,2 %, 4,1 % et − 3,3 % près respectivement.